# Kolpashevo
Kolpáshevo (en ruso: Колпа́шево) es una ciudad del óblast de Tomsk, Rusia, ubicada en las orillas del curso medio-alto del río Obi. Su población en el año 2010 fue de 24 100 habitantes.

## Historia

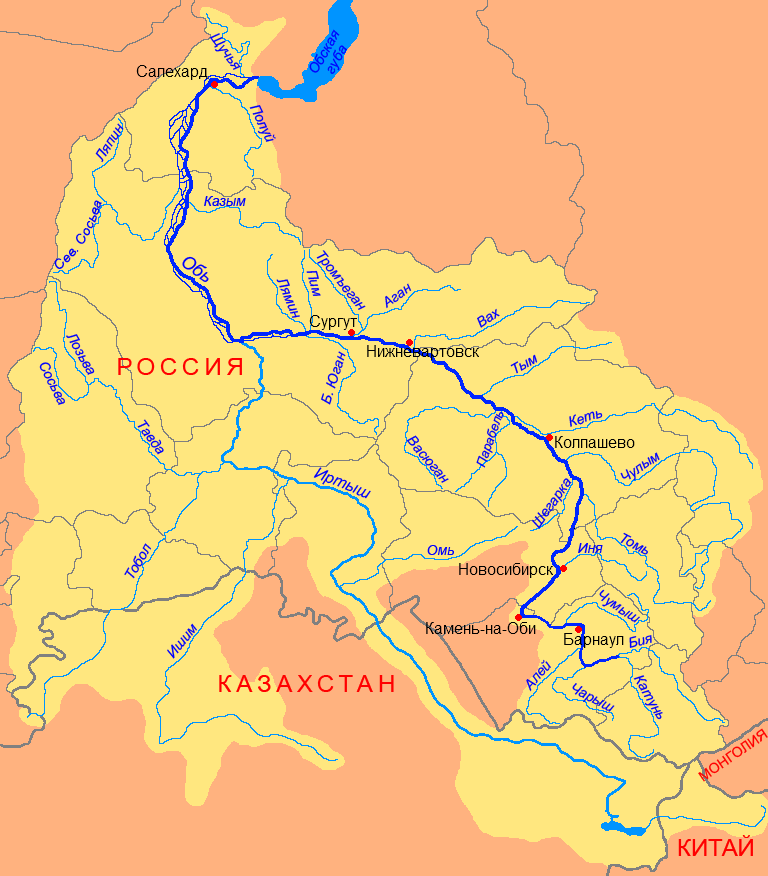
Mapa en ruso del río Obi en el que está —a orillas de su curso medio-alto— Kolpáshevo (Колпа́шево)

Kolpáshevo existe desde comienzos del siglo XVII como un pueblo. Obtuvo la categoría de ciudad en 1938.

## Fosa común
Durante la Gran purga Kolpáshevo fue el lugar de ejecuciones en masa llevadas a cabo por la NKVD, y los cadáveres de esas ejecuciones se tiraban a una fosa común. En mayo de 1979, el serpenteante río Obi provocó la exposición a la luz de más de mil de estos cadáveres. 
En un principio el gobierno local dijo que eran huesos de ganado y, posteriormente, que eran los cadáveres de desertores de la Segunda Guerra Mundial. Pero la realidad era que estos cadáveres correspondían a habitantes de Tomsk. El político Yegor Ligachov llevó a cabo una operación para destruir la fosa común usando remolcadores y usando a la KGB para obligar a los locales a hundir de nuevo los cuerpos.